# رودریگو پسوا
رودریگو پسوا (پرتغالی: Rodrigo Pessoa؛ زادهٔ ۲۹ نوامبر ۱۹۷۲) سوارکار پرش اهل برزیل بود.